# Alpii Retici

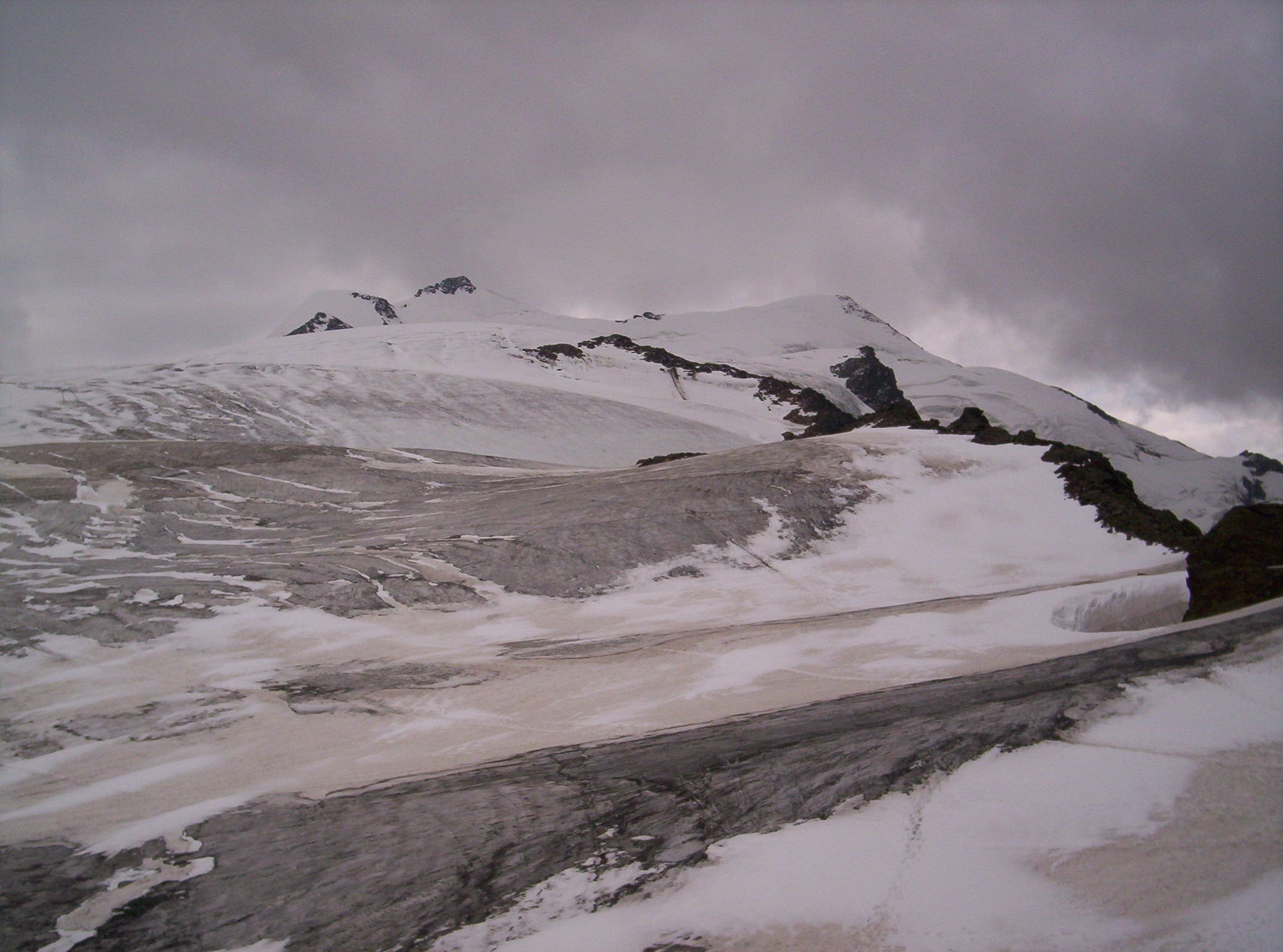
Vârful Cevedale (3769 m)

Alpii Retici sunt situați în partea centrală a Alpilor; denumirea lor provine de la provincia Raetia din Imperiul Roman și de la numele populației care locuia și încă locuiește aici, retoromanii. Astăzi este locul unde se întâlnesc Austria, Italia și Elveția. Deși nu aici se află cele mai înalte vârfuri din Alpi, se spune că „inima Alpilor bate aici”. Conform SOIUSA (atlasul orografic al Alpilor), zona poate fi împărțită în trei sectoare: Alpii Retici de Vest, de Est și de Sud cu:
- Munții Bernina
- Alpii Albula
- Alpii Livigno
- Silvretta
- Reticon